# Tấn công Đại học Garissa
Ngày 2 tháng 4 năm 2015, các tay súng đã xông vào trường Đại học Garissa ở Garissa, Kenya, giết hại ít nhất 147 người và ít nhất 79  người khác bị thương. Nhóm phiến quân Al-Shabaab, mà các tay súng tự xưng đến từ đó, đã nhận trách nhiệm cho vụ tấn công. Các tay súng đã bắt cóc nhiều sinh viên,  phóng thích nhiều người hồi giáo nhưng bắt giữ các Kitô hữu. Cuộc tấn công kết thúc cùng ngày sau khi bốn tay súng bị giết.
Đây là cuộc tấn công đẫm máu nhất ở Kenya kể từ vụ đánh bom Đại sứ quán Hoa Kỳ vào năm 1998. Cuộc tấn công này cũng có nhiều thương vong hơn cuộc tấn công trung tâm mua sắm Westgate ở Nairobi, Kenya vào năm 2013.
Lệnh giới nghiêm ban đêm từ 18 giờ 30 phút chiều cho đến 6 giờ 30 phút sáng đã được áp dụng đến ngày 16 tháng 4 tại Garissa và các nơi khác là (Wajir, Mandera và Tana River) gần biên giới Kenya với Somalia.

## Diễn biến
Vào lúc 05:30 ngày 2 tháng 4 theo giờ địa phương, một nhóm tay súng bịt mặt đã bất ngờ tấn công trường từ một thánh đường Hồi giáo gần đó. Chúng sử dụng súng AK-47 và dây lưng gắn thuốc nổ. Đã xảy ra một cuộc đụng độ giữa các tay súng và các nhân viên bảo vệ của trường đại học.  Chúng đã giết 2 bảo vệ của trường và sau đó tấn công vào các khu ký túc xá, nổ súng vào nhóm sinh viên tới hành lễ cầu nguyện buổi sáng tại một thánh đường trong khuôn viên nhà trường. Lực lượng Quốc phòng Kenya và các cơ quan an ninh khác đã được triển khai, bao vây phong tỏa trường học để ngăn những kẻ tấn công trốn thoát. Ba trong số bốn ký túc xá đã được sơ tán.
Cuộc tấn công kết thúc sau gần 15 giờ đồng hồ. Các tay súng đã bị giết lúc hoàng hôn. Trong số 147 nạn nhân thiệt mạng thì đa số họ điều là sinh viên, các nạn nhân khác gồm 2 nhân viên bảo vệ, 1 người lính và 1 cảnh sát cũng bị thiệt mạng. Khoảng 587 sinh viên trốn thoát, nhưng 79 người bị thương.